# بيدرو كاماتشو
بيدرو كاماتشو (بالبرتغالية: Pedro Camacho‏) هو ملحن برتغالي، ولد في 4 سبتمبر 1979 في فونشال في البرتغال.

## وصلات خارجية
- الموقع الرسمي
- بيدرو كاماتشو على موقع IMDb (الإنجليزية)
- بيدرو كاماتشو على موقع ميوزك برينز (الإنجليزية)
- بيدرو كاماتشو على موقع قاعدة بيانات الفيلم (الإنجليزية)